# グアム準州知事
グアム準州知事（グアムじゅんしゅうちじ、Governors of Guam,チャモロ語: I Maga' låhen Guåhan）は、アメリカ合衆国の自治地域であるグアムの政府の長たる知事である。

## 第二次世界大戦前 (1898年–1941年)
スペイン植民地時代は、スペイン領東インドの一部としてフィリピン総督が統括した。 

### 米西戦争によるアメリカ占領 (1898年)
- 1898年 - 1898年 ヘンリー・グラス（英語版）
- 1898年 - 1898年 フランシスコ・ポーツザーチ・マルティネス（英語版）

### 政情不安 (1898年–1899年)
- 1898年 - 1898年 ホセ・シスト（英語版）
- 1898年 - 1899年 ヴェナンシオ・ロベルト（英語版）
- 1899年 - 1899年 ホセ・シスト
- 1899年 - 1899年 エドワード・D・タウシッグ（英語版）
- 1899年 - 1899年 ホアキン・クルス・ペレス（英語版）
- 1899年 - 1899年 ウィリアム・コー（英語版）
- 1899年 - 1899年 ルイス・A・カイザー（英語版） （代理）

### アメリカ海軍知事 (1899年–1941年)
- 1899年 - 1900年 リチャード・P・リアリー
- 1899年 - 1900年 ウィリアム・エドウィン・サフォード
- 1900年 - 1901年 シートン・シュレーダー（英語版）
- 1901年 - 1901年 ウィリアム・スウィフト（英語版）
- 1901年 - 1903年 シートン・シュレーダー
- 1903年 - 1904年 ウィリアム・エルブリッジ・シーウェル（英語版）
- 1904年 - 1904年 フランク・ハーマン・スコフィールド（英語版） （代理）
- 1904年 - 1904年 レイモンド・ストーン（英語版） （代理）
- 1904年 - 1905年 ジョージ・リーランド・ダイアー（英語版）
- 1905年 - 1906年 ルーク・マクナミー（英語版） （代理）
- 1906年 - 1907年 テンプリン・モリス・ポッツ（英語版）
- 1907年 - 1907年 ルーク・マクナミー
- 1907年 - 1910年 エドワード・ジョン・ドーン（英語版）
- 1910年 - 1911年 フランク・バロウズ・フライアー（英語版） （代理）
- 1911年 - 1912年 ジョージ・ロバート・ソールズベリー（英語版）
- 1912年 - 1913年 ロバート・クーンツ
- 1913年 - 1914年 アルフレッド・ウォルトン・ハインズ（英語版） （代理）
- 1914年 - 1916年 ウィリアム・ジョン・マクスウェル（英語版）
- 1916年 - 1916年 ウィリアム・P・クラウナン（英語版） （代理）
- 1916年 - 1916年 エドワード・シンプソン（英語版） （代理）
- 1916年 - 1918年 ロイ・キャンベル・スミス（英語版）
- 1918年 - 1919年 ウィリアム・ワート・ギルマー（英語版）
- 1919年 - 1919年 ウィリアム・A・ホッジマン（英語版） （代理）
- 1919年 - 1920年 ウィリアム・ワート・ギルマー
- 1920年 - 1921年 アイヴァン・サイラス・ウェッテンゲル（英語版）
- 1921年 - 1922年 ジェームズ・サザーランド・スポア（英語版） （代理）
- 1922年 - 1922年 アデルバート・オルトハウス（英語版）
- 1922年 - 1922年 ジョン・P・ミラー（英語版） （代理）
- 1922年 - 1923年 アデルバート・オルトハウス
- 1923年 - 1924年 ヘンリー・バートラム・プライス（英語版）
- 1924年 - 1926年 アルフレッド・ウィンザー・ブラウン（英語版） （代理）
- 1926年 - 1929年 ロイド・ストージェル・シャプリー（英語版）
- 1929年 - 1931年 ウィリス・ウィンター・ブラッドリー（英語版）
- 1931年 - 1933年 エドモンド・スペンス・ルート（英語版）
- 1933年 - 1936年 ジョージ・アンドルー・アレグザンダー（英語版）
- 1936年 - 1938年 ベンジャミン・ヴォーン・マキャンディッシュ（英語版）
- 1938年 - 1940年 ジェームズ・トーマス・アレグザンダー（英語版）
- 1940年 - 1941年 ジョージ・マクミラン（英語版）

## 第二次世界大戦期

### 日本統治（1941年-1944年）
| 氏名 | 氏名       | 就任           | 退任          |
| ---- | ---------- | -------------- | ------------- |
|      | 堀井富太郎 | 1941年12月10日 | 1942年1月     |
|      | 林弘       | 1942年1月      | 1942年6月     |
|      | 焔貞一     | 1942年6月      | 1944年3月     |
|      | 高品彪     | 1944年3月      | 1944年7月28日 |
|      | 小畑英良   | 1944年7月28日  | 1944年8月11日 |

### 米国奪還後 (1944年–1949年)
| 氏名 | 氏名                                              | 就任          | 退任          |
| ---- | ------------------------------------------------- | ------------- | ------------- |
|      | ロイ・スタンリー・ガイガー Roy Stanley Geiger     | 1944年7月21日 | 1944年8月10日 |
|      | ヘンリー・ルイス・ラーセン Henry Louis Larsen     | 1944年8月10日 | 1946年5月30日 |
|      | チャールズ・アラン・パウノル Charles Alan Pownall | 1946年5月30日 | 1949年9月27日 |

## 任命知事 (1949年–1970年)
| 氏名 | 氏名                                                                        | 就任          | 退任          | 代理                                                                  |
| ---- | --------------------------------------------------------------------------- | ------------- | ------------- | --------------------------------------------------------------------- |
|      | カールトン・スキナー Carlton Skinner                                        | 1949年9月17日 | 1953年4月22日 | ランドール・ハーマン (1953年2月20日 – 1953年4月22日)                  |
|      | フォード・クイント・エルヴィッジ Ford Quint Elvidge                         | 1953年4月23日 | 1956年10月2日 | ウィリアム・T・コルベット (1956年5月19日 – 1956年10月2日)             |
|      | リチャード・バレット・ロウ Richard Barrett Lowe                             | 1956年10月2日 | 1960年7月9日  | マーセラス・ボス (1959年11月14日 – 1960年8月22日)                     |
|      | ジョセフ・フローレス Joseph F. Flores                                       | 1960年7月9日  | 1961年5月20日 |                                                                       |
|      | ビル・ダニエル William "Bill" Partlow Daniel                                | 1961年5月20日 | 1963年3月9日  | マヌエル・フローレス・レオン・ゲレーロ (1963年1月20日 – 1963年3月9日) |
|      | マヌエル・フローレス・レオン・ゲレーロ Manuel Flores "Carson" Leon Guerrero | 1963年3月9日  | 1969年7月20日 |                                                                       |
|      | カルロス・カマチョ Carlos Garcia Camacho                                    | 1969年7月20日 | 1971年1月4日  |                                                                       |

## 公選知事 (1970年–現在)
| No. | 氏名 | 氏名                                                   | 就任         | 退任         | 政党   | 選挙      |
| --- | ---- | ------------------------------------------------------ | ------------ | ------------ | ------ | --------- |
| 1   |      | カルロス・カマチョ Carlos Garcia Camacho               | 1971年1月4日 | 1975年1月6日 | 共和党 | 1970      |
| 2   |      | リカルド・ボーダロ Ricardo Jerome Bordallo             | 1975年1月6日 | 1979年1月1日 | 民主党 | 1974      |
| 3   |      | ポール・マクドナルド・カルボ Paul McDonald Calvo       | 1979年1月1日 | 1983年1月3日 | 共和党 | 1978      |
| 4   |      | リカルド・ボーダロ Ricardo Jerome Bordallo             | 1983年1月3日 | 1987年1月5日 | 民主党 | 1982      |
| 5   |      | ジョセフ・フランクリン・エイダ Joseph Franklin Ada     | 1987年1月5日 | 1995年1月2日 | 共和党 | 1986 1990 |
| 6   |      | カール・T・C・グティエレス Carl Tommy Cruz Gutierrez   | 1995年1月2日 | 2003年1月6日 | 民主党 | 1994 1998 |
| 7   |      | フェリクス・ペレス・カマチョ Felix James Pérez Camacho | 2003年1月6日 | 2011年1月3日 | 共和党 | 2002 2006 |
| 8   |      | エディ・カルボ Edward Jerome Baza Calvo                | 2011年1月3日 | 2019年1月7日 | 共和党 | 2010 2014 |
| 9   |      | ルー・レオン・ゲレロ Lourdes Aflague Leon Guerrero     | 2019年1月7日 | （現職）     | 民主党 | 2018      |